# Источники Харькова
В городе насчитывается значительное количество источников питьевой пресной воды. Самым большим источником, обеспечивавшим водоснабжение Харькова в 19 веке, является Карпов[ский]. Вторым по объёму — Саржин[ский], третьим — Манжосов.
В основном источники расположены в зелёной зоне. Возле некоторых исторических источников были построены православные церкви — в частности, Пантелеймоновская (Пантелеймона Целителя) на улице Клочковской, Алексиевская (Человека Божия) в Алексеевском яру, иконы Божией Матери Живоносный источник — в Саржином яру.

## Естественные источники
Список представлен по алфавиту.

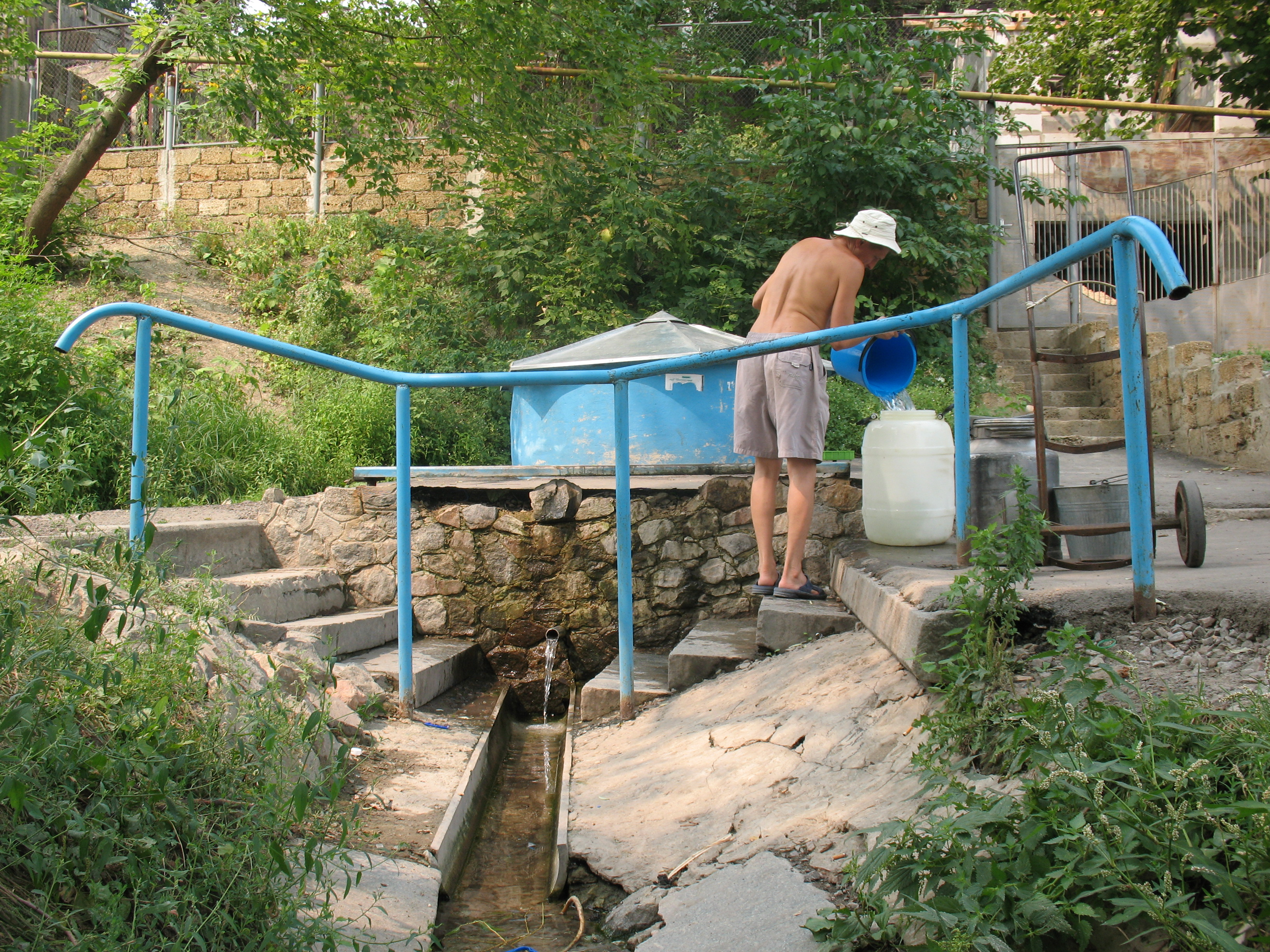
Журавлёвский источник

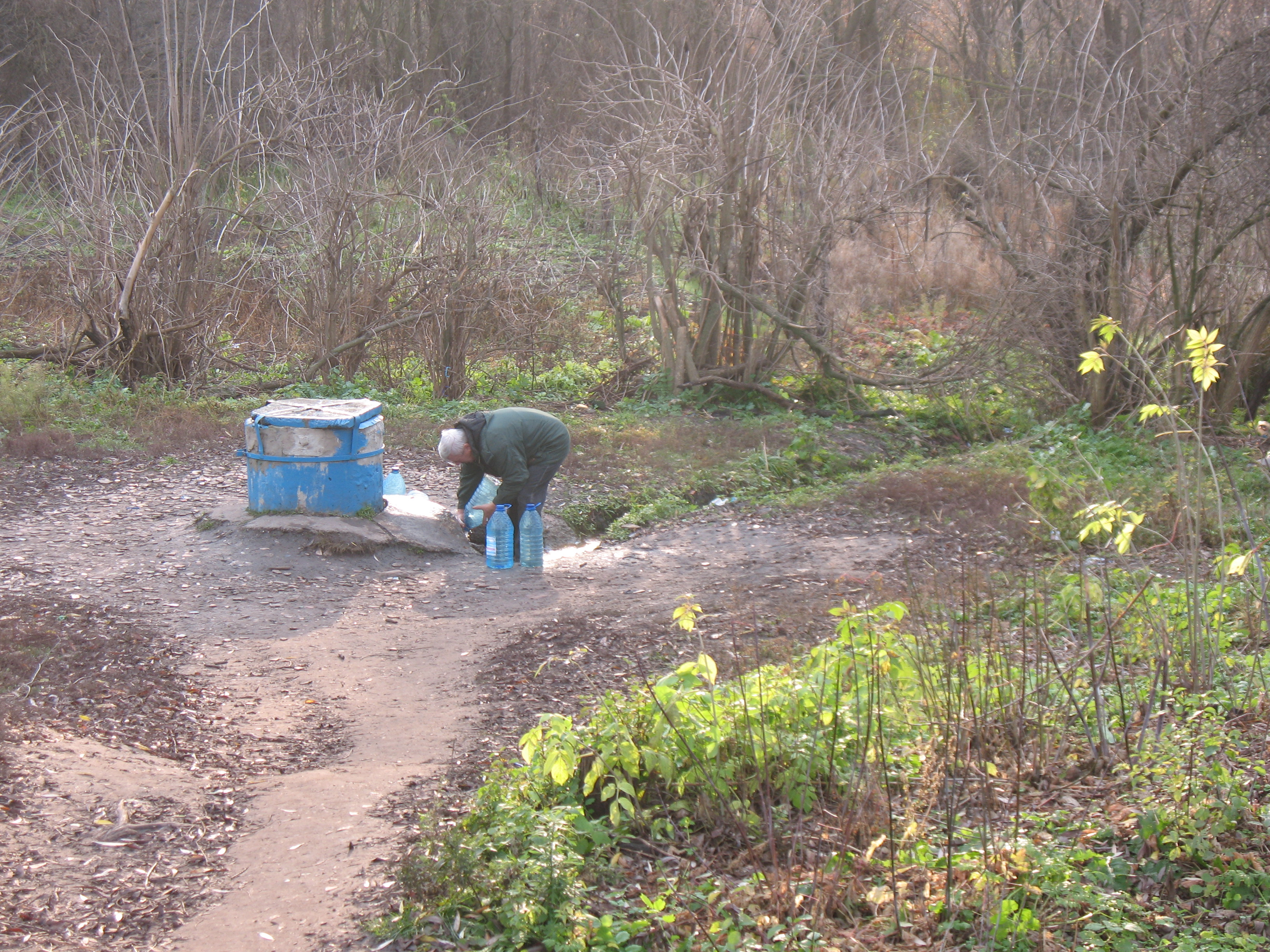
Роганский источник № 2

- Алексиев источник (Алексеевский) В Алексеевском яру. Назван по имени православного святого Алексия, человека Божия. При источнике был одноимённый православный храм, разрушенный в 1943 году. Сейчас построен новый храм. Подпитывает реку Алексеевку.
- Алексеевский источник 2 — на левом берегу Алексеевского озера. Подпитывает реку Алексеевку.
- Алёшкин колодец в Алёшкином яру (между пос. Жуковского и Алешками), правый берег Очеретянки.
- Белгородская криница — Ближняя Журавлёвка, ул. Шевченко, 5. Назывался так, поскольку находился при дороге из Харькова на Белгород. Вытекал из начала Журавлёвского склона Нагорного района и впадал в реку Харьков (правый берег, выше Чигиринского моста). Самый исторически известный источник города. Упоминается в документах 17 и 18 века. Уничтожен во времена «дикого капитализма» в 1990-х годах, на этом месте построена автозаправочная станция.
- Данилова криница (колодец и источник) — Очеретянский яр, Даниловский опытный лесхоз, левый берег Очеретянки (в пойме, в Даниловском лесничестве).
- Донецкий источник (сейчас колодец) — между Филипповкой и Карачёвкой, под Донецким городищем, правый берег реки Уды (в пойме). Называется по древнерусскому городу Донцу.
- Жуко́вский источник — ниже посёлка Жуковского, правый берег озера Очерет (Жуки). Вытекает из склона Нагорного района.
- Журавлёвский источник (он же Новобелгородский), Средняя Журавлёвка. Находится под Журавлёвским склоном спуска Веснина; вытекает из Журавлёвского склона Нагорного района. Неиспользованная вода образует начало реки Журавки, правого притока реки Харьков.
- Карповские источники — Карпов сад, правый берег Лопани. Сейчас остался один — на берегу реки под станцией Новосёловка (ЮЖД). Первоначальная основа водоснабжения города Харьков в 19 веке, почему рядом была построена Харьковская водопроводная станция (ныне КП Вода).
- Куряжские источники (шесть) — б. Куряжский монастырь, Подворки. Три источника целебные. Вода пополняет реку Куряжанку, левый приток реки Уды.
- Залютин источник — см. Холодногорский.
- Немышлянский источник — см. Петренковский.
- Пантелеймоновский источник (Клочковский). Назван по имени христианского святого Пантелеймона Целителя. При источнике одноимённый православный храм, над источником часовня.
- Песочинский источник 1 — Песочин, ниже ул. Зелёной, 5; пойма реки Уды, правый берег. Неиспользованная вода образует ручей, правый приток реки Уды. Вода минерализована.
- Песочинский источник 2 — Песочин, ниже плотины Песочного озера и выше Полтавского шоссе; пойма речки Песчаной, правый берег.
- Петренковский источник — Салтовка (Немышля), Салтовский гидропарк, правый берег Салтовского озера (б. Петренковского карьера) под насыпной дамбой.
- Роганский источник (два) — правый (оба) берег реки Роганка (река), Большая Рогань.
- Солоницевский источник — левый берег реки Уды, Солоницевка.
- Источник «Манжосов яр» — Северная Салтовка, Манжосов яр. Неиспользованная вода образует начало реки Манжосовки (Родники), левого притока реки Харьков.
- Источник «Китлярчин яр» — между ул. Бучмы и ул. Родниковой.
- Источник «Глубокий яр» — ул. Владислава Зубенко, 25. Неиспользованная вода питает Глубокий ручей.
- Саржин источник — см. Харьковская-1.
- Тюрин источник — см. Харьковская-2.
- Харьковская-1 (вода называется Шатиловская (в автоцистернах), Саржинская (в бутылях) либо Харьковская-1 (в бутылках)) — Саржин яр, Шатиловка; вытекает из правого склона яра под новым Ботаническим садом. Неиспользованная вода образует новое начало пересохшей к этому месту реки Саржинки, левого притока реки Лопань. Над источником в 2010 построена православная часовня, при источнике — деревянный православный храм Живоносный источник (в 2010), оригинальній павильон-бювет (в начале 1960-х), купальня (в 2010).
- Харьковская-2 (вода Тюринская) — ул. Минераловодская, Тюринка, берег Тюрина озера; вытекает из Салтовского склона Тюрина сада. Неиспользованная вода образует начало Тюрина ручья, левого притока реки Харьков. С 1980-х годов и до недавней расчистки источника и Тюринского пруда вода не соответствовала санитарным нормам[1]. Вода минерализована. Над источником установлена скульптура «Орёл».
- Холодногорский источник — Полтавский Шлях, 198, парк «Юность», Залютин яр. Пока не соответствует санитарным нормам. Подпитывает реку Залютинку, левый приток р. Уды.

## Скважины
- Роганская — (слабоминерализованная вода). Расположены в Рогани, на территории Роганского мясокомбината (одна), Роганского пивзавода (вторая) и рядом (в 300 метрах, от скважины Роганского пивзавода), (третья), на которую в 2004 году после покупки Роганского пивзавода фирмой САН_ИнБев_Украина было перенесено производство воды «721» (которая в 2004 году после переноса на эту скважину была переименована в воду «Роганская»), скважина принадлежит частной фирме «Галс» откуда и производится водозабор с последующей продажей по городу Харькову и области под названием — вода «Роганская».
- Иоанно-Предтеченский источник — на территории храма Рождества Иоанна Предтечи на Селекционной станции (Новые Дома (Харьков), проспект Льва Ландау).
- Казанский источник — на территории Казанского храма на Лысой горе, ул. Ленинградская.
- Софиевский источник — на территории храма Святой Софии, Премудрости Божией на Залютино, ул. Золочевская.